# آنا آنوگورد
آنا آنوگورد (سوئدی: Anna Anvegård؛ زادهٔ ۱۰ مهٔ ۱۹۹۷) بازیکن فوتبال اهل سوئد است.
وی همچنین در تیم ملی فوتبال زنان سوئد بازی کرده‌است.
وی در مسابقات کشوری و بین‌المللی در مجموع برندهٔ ۱ مدال نقره شده‌است.